# Sturlungaöld

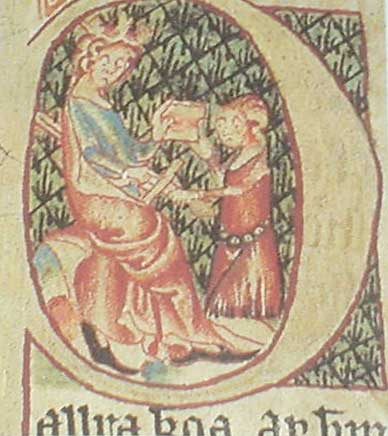
Un hombre jura vasallaje al rey de Noruega, del manuscrito Skarðsbók.

La Era de los Sturlung o la Era Sturlung (islandés: Sturlungaöld) fue un periodo de 42-44 años de luchas internas en Islandia que tuvieron lugar a mediados del siglo XIII. Fue el más sangriento y violento momento de la historia de Islandia y se encuentra principalmente documentada en la saga Sturlunga.
Es un periodo marcado por continuas trifulcas entre poderosos caudillos islandeses, los goðar, quienes negociaban alianzas y sumaban seguidores para las batallas. El Sturlung fue el clan más poderoso en la isla de aquel tiempo. Al finalizar su dominio, la Mancomunidad Islandesa dejó de existir e Islandia se convirtió en territorio vasallo de Noruega.
Por lo general, los historiadores coinciden en 1220 como el primer año de Sturlungaöld, aunque algunos apuntan un poco antes por la batalla de Víðines. Las causas se centraron básicamente en una acumulación de poder por parte de unos pocos caudillos, lo cual desembocó en unos enfrentamientos constantes entre 1230 y 1260, especialmente virulentos después de 1240. El poder en el país se consolidó con un puñado de clanes familiares:
- Los Haukdælir, de Árnesþing.
- Los Oddaverjar, de Rangárþing.
- Los Ásbirningar, de Skagafjörður.
- Los Svínfellingar de Fiordos orientales.
- Los Sturlung, de Hvammr en Dalasýsla.
- Los Vatnsfirðingar de Ísafjörður.

Hacia 1220, los cinco primeros prácticamente dominaron los 39 distritos administrativos (goðorð) de la isla.
En aquellos años, el rey Haakon IV de Noruega (Haakon el Viejo) intentaba extender su influencia en Islandia. Muchos caudillos aceptaron el vasallaje y a cambio recibían parabienes, regalos, séquitos y una posición de respeto. En consecuencia, la mayor parte de caudillos islandeses se alineó en mayor o menor medida con el rey noruego.

## Goðar
En la Mancomunidad Islandesa, el poder estaba mayoritariamente en manos de los goðar (caudillos locales). La isla estaba dividida en capítulos y en cada uno de ellos había nueve dominios (Goðorð). Los capítulos del norte tenían tres dominios adicionales debido a su tamaño. En total, había 39.
Los caudillos goði protegían a los granjeros de su territorio y exigían compensaciones o venganza si los derechos de sus seguidores eran violados. A cambio, los granjeros ofrecían apoyo a los Goði, votando a su favor en el parlamento Alþingi y, si era necesario, tomar las armas contra sus enemigos.
No obstante, esos poderes de los caudillos no eran ni permanentes, ni hereditarios. La posición se conseguía mediante una combinación de respeto, honor, influencia y riqueza. Los caudillos debían mostrar constantemente sus cualidades como líderes, sea con regalos a sus seguidores u ofreciendo grandes festines. Si los caudillos no eran capaces de mantener ese respeto, sus seguidores simplemente escogían otro más cualificado.
Los principales caudillos del siglo XII y XIII comenzaron a amasar grandes fortunas y poder, pero cada vez había menos dominios y seguidores. Esta pudo ser una de las principales causas de la guerra civil.

## Desarrollo de acontecimientos

### Inicio
La era de los Sturlung se inicia en 1220, cuando Snorri Sturluson, caudillo de los Sturlung se convierte en vasallo del rey Haakon IV de Noruega. El rey insistió en que Snorri le ayudase a conseguir que Islandia se sometiera bajo la soberanía de Noruega. Al regresar a Islandia, aunque Snorri era el caudillo más influyente y poderoso, hizo muy poco para complacer el deseo del monarca noruego.
En 1235, el sobrino de Snorri Sturla Sighvatsson también aceptó el vasallaje del rey, pero Sturla era más agresivo: recogió el testigo de su tío y comenzó a batallar contra los caudillos que no aceptaban las demandas de vasallaje real. No obstante, Sturla y su padre Sighvatur fueron derrotados por Gissur Þorvaldsson, caudillo del clan Haukdælir, y Kolbeinn el Joven, caudillo de los Ásbirningar, en Örlygsstaðir, Skagafjörður. La batalla de Örlygsstaðir fue el conflicto armado más sonoro de la historia de Islandia. Los Sturlung disponían de 1000 hombres armados y los Ásbirningar  de Kolbeinn el Joven tenían 1.200. Más de 50 vidas se perdieron y tras la derrota, Gissur y Kolbeinn se convirtieron en los más poderosos caudillos del país.
Snorri cayó en desgracia y perdió el favor real al apoyar al jarl Skúli en un intento de golpe. Gissur Þorvaldsson, convertido en vasallo del rey noruego, recibió instrucciones de asesinar a Snorri. En 1241, Gissur se dirigió con muchos hombres a casa de Snorri y cumplió su cometido. Dice la leyenda que, antes de morir, las últimas palabras de Snorri fueron: "Eigi skal höggva!" (¡No cortéis mi cabeza!).

### Þórður kakali y la insurrección

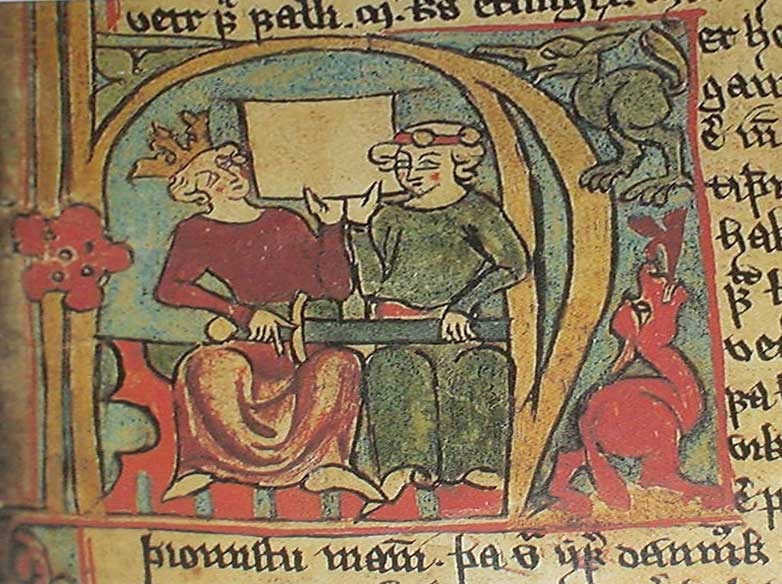
Una ilustración de Flateyjarbók mostrando a Hákon, rey de Nourega, y su hijo Magnus.

Un año más tarde, Þórður kakali Sighvatsson (el apodo kakali probablemente significa "el Tartamudo"), hijo de Sighvatur, hermano de Snorri, regresa a Islandia procedente del extranjero y tomó causa de venganza por la muerte de sus hermanos y padre en la batalla de Örlygsstaðir. Pronto mostró sus aptitudes de auténtico caudillo y brillante estratega. Cuatro años más tarde, el poder de los Ásbirningar desapareció, tras feroces batallas con Þórður. Las batallas de Flóabardagi (en 1244, fue la única batalla naval en la historia con islandeses en ambos lados) y la batalla de Haugsnes (en 1246, fue la más sangrienta de todas con 110 muertos) tuvieron lugar en ese periodo.
Þórður kakali y Gissur Þorvaldsson, nunca lucharon uno contra otro. Ambos eran vasallos del rey de Noruega, y siempre acudieron a él como mediador de sus disputas. El rey decidió en favor de Þórður y desde 1247 hasta 1250 Þórður gobernó Islandia casi en solitario; murió en Noruega seis años más tarde.

### El regreso de Gissur y el fin de la Mancomunidad Islandesa

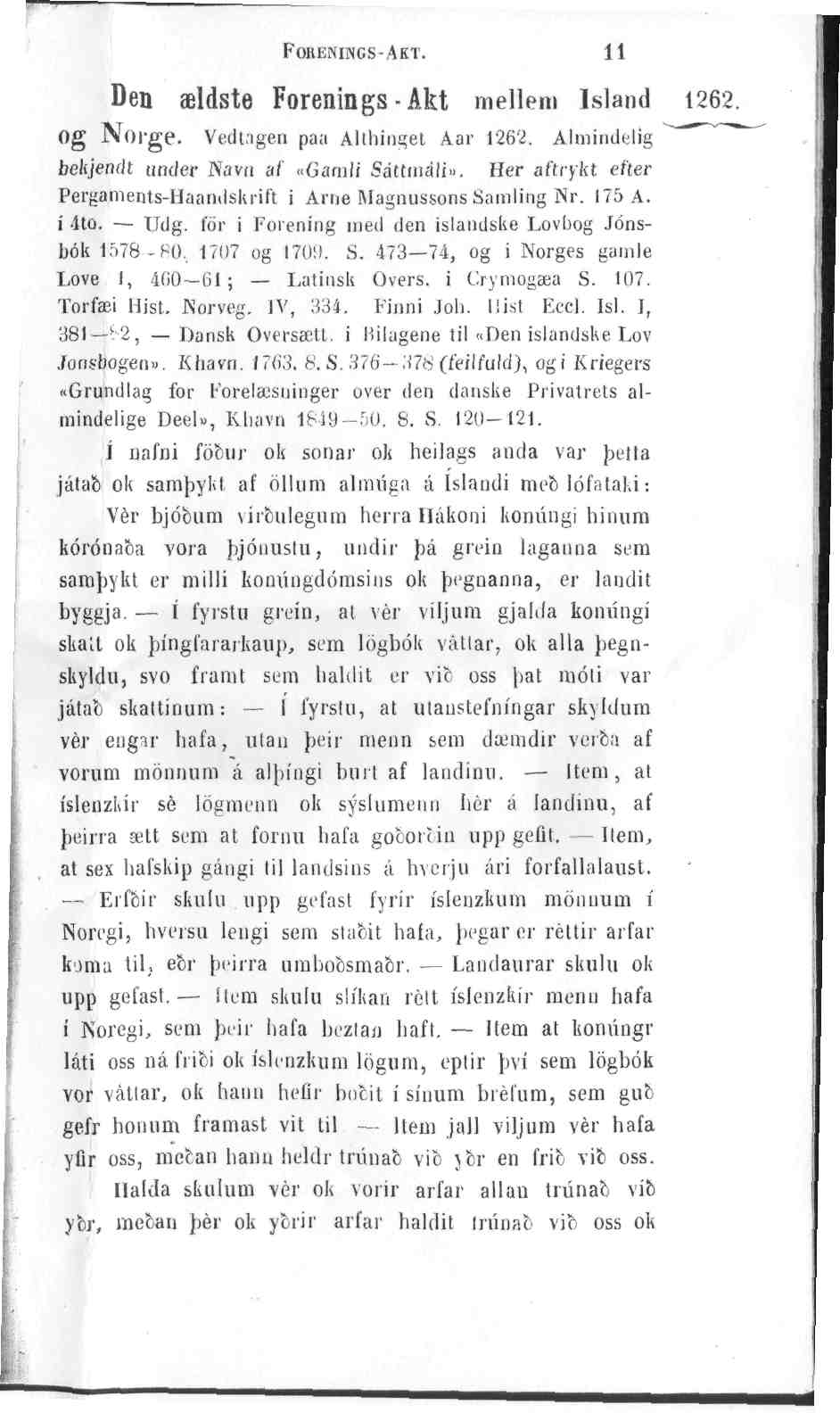
Gamli sáttmáli.

En 1252 el rey envió a Gissur a Islandia. Los seguidores de Þórður kakali estaban disgustados e intentaron sin suerte asesinarle aprovechando las festividades por la boda de Hallur Gissurarson, incendiando su residencia en Flugumýri, Skagafjörður (incidente conocido como Flugumýrarbrenna). Al margen de su influencia y poder, Gissur demostró ser incapaz de encontrar al líder de los incendiarios, y se vio forzado a regresar a Noruega en 1254 para recibir la censura real, quien no estaba nada complacido con su fracaso.
Otros conflictos menores se sucedieron en toda Islandia. Mientras tanto, Gissur recibió el título de jarl y fue enviado de vuelta para negociar. Solo cuando el rey envió un emisario especial, Hallvarður gullskór, los islandeses aceptaron la soberanía noruega. La Mancomunidad Islandesa vio su final con la firma del tratado de Gamli sáttmáli en 1264.